# Dídac Montfar-Sorts i Cellers
Dídac Montfar-Sorts i Cellers   (Barcelona, c. 1600 - Terrassa, 1652) fou un arxiver català.

## Biografia
Era fill del doctor en drets Esteve Montfar i Sorts i de Paula Cellers, casats el 1591, i germà del jurista Joan Baptista Montfar-Sorts i Cellers.
Va ser arxiver de la Corona d'Aragó, va dirigir l'artilleria catalana en la batalla de Montjuïc del 26 de gener del 1641 durant la Guerra dels Segadors.

## Obra
- Historia de los condes de Urgel[6]

## Homenatge
La ciutat de Barcelona té dedicat un carrer a Dídac i Joan Baptista Montfar-Sorts des del 23 de juliol de 1929 a Sants-Montjuïc.